# Christian Campradt
Christian Campradt (2. august 1894 i Haderslev – 1956) var en dansk sønderjyde, som gjorde tjeneste i 1. verdenskrig.

## Biografi
Christian Campradt var den ældste søn af bogtrykkeren Emil Carsten Campradt og Laura Campradt. Han var uddannet frisør.
Campradt blev indkaldt i begyndelsen af 1915. Han påbegyndte sin uddannelse i maj samme år i Husum. I begyndelsen af august 1915 blev Campradt sendt til Østfronten. Efter deltagelse i kampe ved Brest-Litovsk blev hans regiment sendt til Vestfronten. I løbet af resten af krigen var Campradt indsat her. For det meste befandt han sig på rolige frontafsnit, men han deltog også i de hårde kampe ved både Verdun og Somme i 1916. Han blev såret flere gange og arbejdede en månedes tid som rekonvalsent på en gård i Hannover. I sommeren 1918 blev han taget til fange af franskmændene nær Rheims og anbragt i deres særlejr for nordslesvigske krigsfanger i Aurillac.
Efter krigen havde han svært ved at falde til ro. Han var gift en overgang, men han stiftede ingen familie. At krigen blev ved med at optage ham vidner en tyk scrapbog og en renskrevet dagbog om. Begge dele befinder sig nu sammen med hans breve på Haderslev Byhistoriske Arkiv.